# Pomnik Henryka Sławika i Józsefa Antalla seniora w Katowicach
Pomnik Henryka Sławika i Józsefa Antalla seniora w Katowicach – pomnik, znajdujący się w Katowicach, umiejscowiony na placu przed Międzynarodowym Centrum Kongresowym. Poświęcony jest Henrykowi Sławikowi oraz Józsefowi Antallowi seniorowi – bohaterom lat II wojny światowej, dzięki którym uratowano co najmniej 5 tys. polskich Żydów. 
Pomnik powstał według koncepcji Jana Kuki i Michała Dąbka. Jego fundatorem były samorządowe władze Katowic. W skład pomnika wchodzą dwie ściany, pokryte stalą, na których umieszczono wizerunki o obu postaciach i informacje o ich dokonaniach w językach: polskim i węgierskim. W ich sąsiedztwie znajduje się grupa drzew oraz ławka.

Odsłonięcie pomnika pierwotnie było planowane na 2013 rok, jednak wskutek opóźnień w budowie Międzynarodowego Centrum Kongresowego, zostało przesunięte na 2015 rok. Ostatecznie miało miejsce w dniu 21 marca tegoż roku, w ramach obchodów Dni Polsko-Węgierskich, a dokonali tego prezydenci Polski i Węgier: Bronisław Komorowski i János Áder.